# Mushabbak

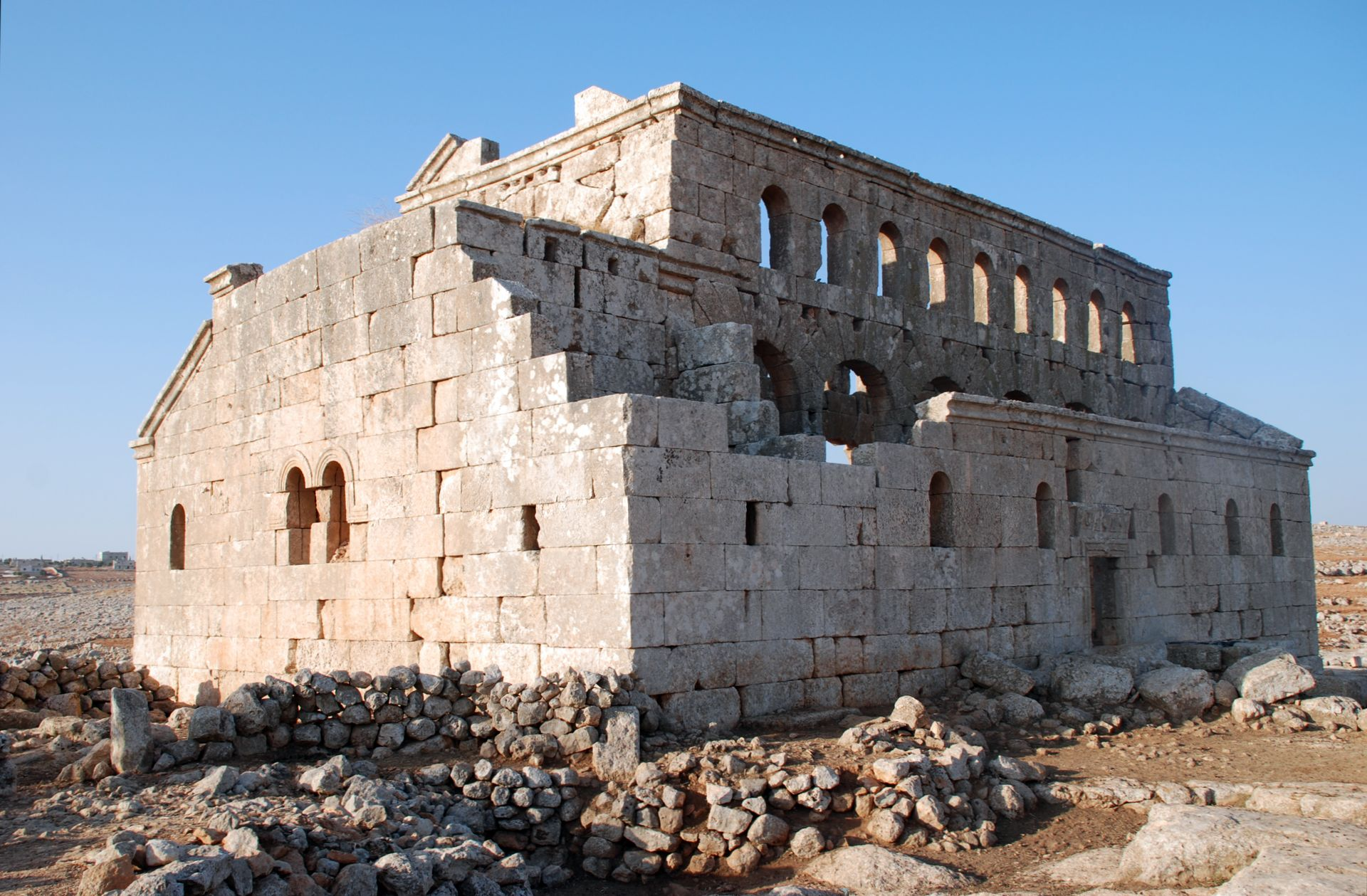
Ansicht von Nordosten. Die beiden Fenster der Apsis an der Ostwand sind als einzige durch profilierte Gesimsbänder betont.

Mushabbak (auch Mshabbak, Mushabbaq, arabisch مشبك, DMG Mušabbak)  ist eine sehr gut erhaltene, frühbyzantinische Basilika im Nordwesten von Syrien im Gebiet der Toten Städte.

## Lage
Mushabbak liegt im Gouvernement Aleppo auf einer verkarsteten Hügelkuppe im Gebiet des Dschebel Halaqa, der ein Teil des nordsyrischen Kalksteinmassivs ist, etwa 25 Kilometer westlich von Aleppo und 3 Kilometer vor Dar Taizzah. Von der Straße zweigt eine etwa 600 Meter lange asphaltierte Zufahrt nach Süden ab, die bis an die Kirche führt. Ein kleines landwirtschaftliches Gehöft nutzt die antike Zisterne neben der Ruinenstätte zur Wasserversorgung. Die Funktion eines in den Felsuntergrund geschlagenen unterirdischen Raumes mit Treppenabgang nahe der Westseite der Kirche ist unklar.
In der Umgebung wurden keine Hinweise auf eine antike Bebauung in größerem Umfang gefunden, was gegen eine Verwendung als Wallfahrtskirche oder als Gemeindekirche spricht. Somit bleibt als wahrscheinlichste Möglichkeit, dass es eine Zwischenstation für Pilger war, die von Aleppo zum acht Kilometer entfernten Wallfahrtszentrum von Qal’at Sim’an (Simeonskloster) unterwegs waren. Für die Touristen, die heute zum Simeonskloster fahren, liegt Mushabbak ähnlich günstig neben der Straße und wird daher relativ häufig besichtigt.

## Bauform
Die dreischiffige Säulenbasilika von Mushabbak wird als der besterhaltene Kirchenbau der Toten Städte bezeichnet. Dieser Bautyp war in frühbyzantinischer Zeit im gesamten Mittelmeerraum anzutreffen und wurde nach der Mitte des 4. Jahrhunderts in Syrien zunächst im Gebiet des Dschebel Siman eingeführt. Von hier ausgehend wurde er zu dem am weitesten verbreiteten Kirchenbautyp im gesamten Kalksteinmassiv mit über 100 erhaltenen Ruinen und bildete die Grundlage für die Entwicklung der syrischen Weitarkadenbasilika von Qalb Loze. Die Unsicherheit in der konstruktiven Ausführung zeigte sich bei den ersten Kirchen an einer engen Säulenstellung und der geringen Höhe der Obergaden über den beiden mittleren Säulenarkaden als insgesamt unschöne Proportionierung. Die statischen Aufgaben sind hier routiniert gelöst, wobei die Arkaden des Mittelschiffes im Verhältnis zur gesamten Wandhöhe besonders hoch sind (Verhältnis 1:1,7).

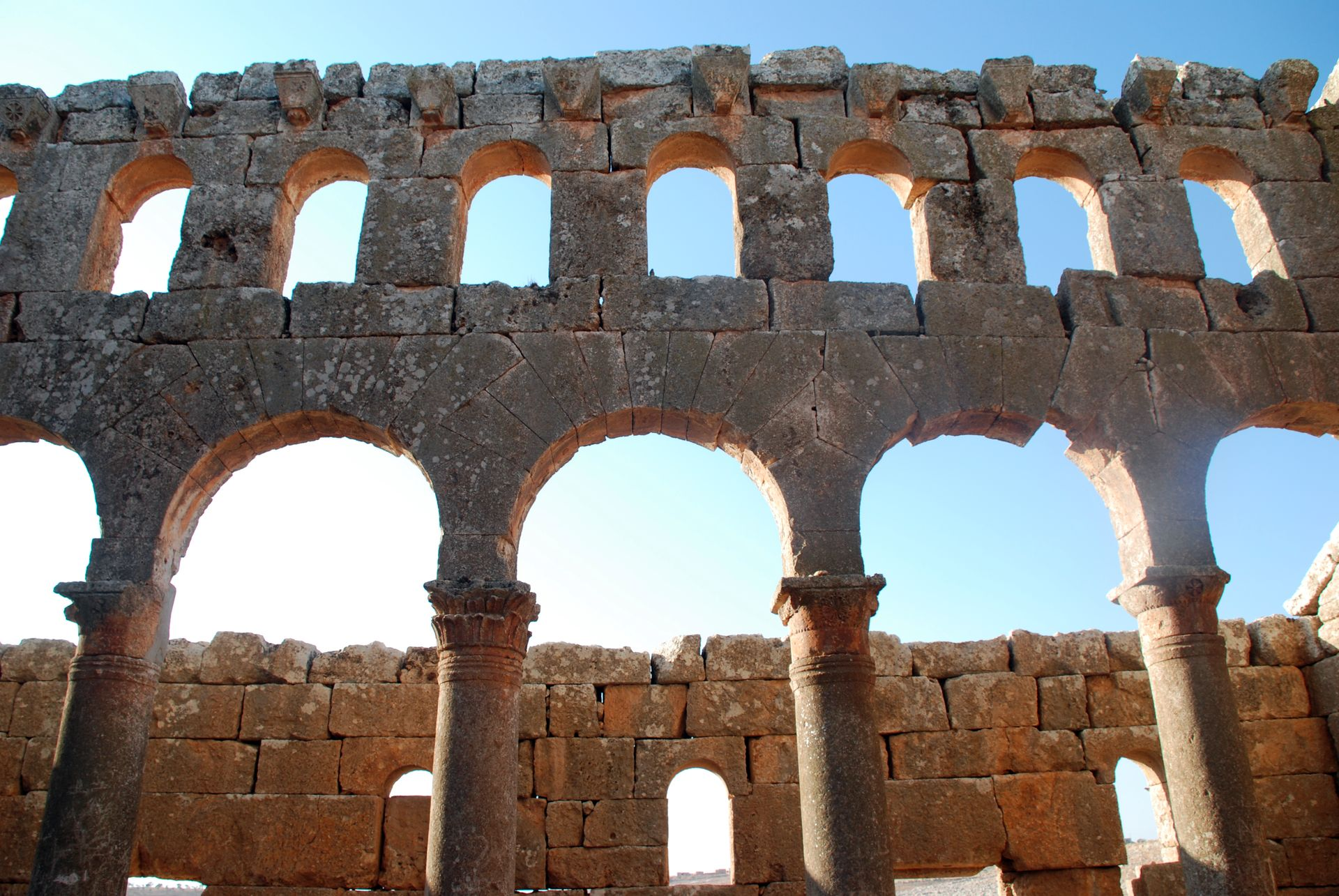
Hochwand des Mittelschiffes. Lokaler Stil: Die Auflager für das Dachgebälk oben sind ohne Beziehung zu den Fensteröffnungen des Obergaden. Die Fenster orientieren sich nicht an den Säulenarkaden darunter.

Das Gebäude ist knapp 20 Meter lang, die Breite beträgt 15 Meter, wovon 7,1 Meter auf das Mittelschiff entfallen. Damit ist die Kirche nur halb so groß wie die größte städtische Säulenbasilika von al-Bara, die zur selben Zeit entstand. Die im Osten liegende halbrunde Apsis mit einem Durchmesser von 5,9 Metern ist seitlich, wie bereits bei den frühesten Kirchen üblich, von rechteckigen Nebenräumen umgeben und bleibt von außen hinter der geradlinig verlaufenden Ostwand verborgen. Der südliche Nebenraum ist als Pastophorium (ähnlich einer Sakristei) durch eine Rundbogenöffnung mit dem Seitenschiff verbunden. Im Norden diente der Raum als Martyrion (Reliquienkammer) und besaß eine Tür zum Seitenschiff und eine zweite Tür zur Apsis. Aus der Hausbau-Tradition wurden die zwei Eingänge an der südlichen Längsseite übernommen, ein Eingang liegt in der Mitte der Nordseite und ein mit drei Medaillons am Sturz dekoriertes Eingangsportal befindet sich an der Westseite. Auffällig ist die große Zahl von Rundbogenfenstern, die für viel Oberlicht im Kirchenraum sorgten. Allein die Hochwände des Mittelschiffes sind von neun Fenstern durchbrochen, denen der Bezug auf die sechs Arkadenbögen fehlt. In den unteren Seitenwänden liegen jeweils fünf Rundbogenfenster. Die Westfassade wird durch Fenster in drei Reihen durchlöchert. Nur die beiden Rundbogenfenster an der Ostseite sind von einem flachen Gesims umgeben. Diese später bei Fenstern von Kirchen und Wohngebäuden weit verbreitete Dekorationsform tritt hier möglicherweise zum ersten Mal auf. Das Gesims ähnelt demjenigen an der 473 datierten Kirche von Serjilla.
Die Kirche von Mushabbak stammt frühestens aus der zweiten Hälfte des 5. Jahrhunderts. Butler datierte sie um 460. Strube zog nach Stilvergleichen eine Datierung um 500 oder erst Ende der 530er Jahre in Betracht. Sie fand Kapitellformen, die hier und an der Ostkirche von Kalota (laut Inschrift von 492) auf das Vorbild der 476 bis 490 erbauten Simeonskirche zurückzuführen sind.
Die Ausführung der Dekorationselemente verrät eine Werkstätte, die mit lokalen Vorstellungen arbeitete, welche teilweise den klassischen antiken Architekturidealen widersprechen. Einer lokalen Tradition, die für ländliche nordsyrische Kirchen typisch ist, entspricht die uneinheitliche Verwendung von Kapitellen. An den zweimal sechs Säulen kommen acht verschiedene Kapitellformen vor, Stilformen des toskanischen, korinthischen, kelchförmigen Kapitells und Kissenkapitells.